# リアル妹がいる大泉くんのばあい
リアル妹がいる大泉くんのばあい（リアル妹がいるおおいずみくんのばあい）は、2010年5月28日にALcotハニカムより発売された日本のアダルトゲームである。2011年1月28日には普及版が発売された。

## あらすじ
（出典:）
舞台はとある地方都市「氷戸市」。大泉涼は隠れオタクの優等生。勝ち気な現実の妹に虐げられているうちにゲームに登場する二次元の妹しか愛せなくなってしまった。ある日、涼はとある美少女ゲームの妹ヒロイン・麻衣を本気で好きになってしまう。ゲームを進め、エッチシーン目前のところで現実の妹・栞に見つかり、罵倒されてしまう。沈んだ気分のまま眠りについた涼が翌朝目覚めると、枕元には麻衣そっくりの女の子が現れていた。

## 登場人物

### メインキャラクター
（出典:）
大泉 涼（おおいずみ りょう）
本作品の主人公。土宇良学園二年。美男子だが隠れオタク。美少女ゲームの妹キャラを愛しているため、現実の妹・栞との関係は冷えきっている。基本的に温厚な性格。両親は不仲でいわゆる家庭内離婚の状態であり、ほぼ自宅に帰って来ないため、実質妹の栞との二人暮らし。それにもかかわらず、母の日には毎年帰ってもこない母親のために感謝の気持ちを込めてカーネーションを購入している。両親の不仲は涼と栞の現状に少なからぬ影響を与えている。栞やゲームの妹に対しては良き兄でいることを心がけており、自分たちに経済面以外の援助を行わない両親の代わりに、栞の唯一の家族でいようとしており、常に笑顔を絶やさないように心掛けている。しかし栞から避けられていることは理解しており、過度に干渉しようとはしない。栞が部活で遅くなったときには自宅の最寄り駅である「氷戸駅」に迎えに行くことを日課にしており、彼女に何かあった時には周りが見えなくなってしまう。他方で自分にとって理想の妹である麻衣の純粋さや優しさ、さらに自分に対する愛情に居心地の良さや愛着を覚えている。本人はあまり自覚していないがかなりモテる方。本人の自覚の有無は不明だがかなりシスコン。好物はハンバーグ。
大泉 栞（おおいずみ しおり）
声 - 遠野そよぎ
誕生日：6月6日、血液型：O型
身長：148 cm 3サイズ：B82 W58 H85
趣味：散歩 特技：バスケットボール
好き：甘い物、お菓子 嫌い：兄、オタク
メインヒロイン。主人公の現実の妹。学園一年。バスケットボール部に所属している。勝ち気な性格であり、美少女ゲームをする兄を軽蔑している。兄妹関係は冷えきっており、家での会話は少ない。美少女ゲームをプレイする兄を見ているうちに男への興味を失っている。バスケットボールに不向きなほど小柄な体格だが、運動神経はよい。後述する美紀とは同じ部活に所属する親友同士。
涼を毛嫌いする一方で、美紀が主人公を誘惑したりすると不機嫌になったり、また美紀いわく他人に涼の悪口を言われると激怒するなど、実はツンデレの傾向がある。以前は涼とは仲がよかったが様々な事情で現在の状況になってしまった。麻衣に対しては内心複雑ながらも友好的に接しているが、彼女の純粋さをいいことに、涼を喜ばせるためと吹き込んでわざと罵倒する言葉を喋らせたり、暴力を振るわせたりすることがある。家では母親の代わりに料理などの家事を「自分が生きるため」という名目で担当しており、また涼の弁当も「材料がもったいない」という名目で彼女が作っている。
大泉 麻衣（おおいずみ まい）
声 - 氷川めぐみ
誕生日：9月6日 血液型：A型
身長：156 cm、3サイズ：B76 W56 H79
趣味：料理、ぼ〜っとする 特技：お兄ちゃんの心が読める
好き：お兄ちゃん 嫌い：大きくならない胸
メインヒロイン。ある日突然主人公の前に現れた、美少女ゲームの妹ヒロインにそっくりな女の子。優しく世話好きで兄を慕う理想の妹。美少女ゲーム内の常識を信じきっており、兄と入浴しようとする、布団に潜り込むなどの行動を取る。人前で美少女ゲームのエッチシーンの話をして主人公を困らせることがある。後に栞のクラスに転入生としてやって来る。なお学園関係者及びクラスメートたちには主人公の親戚と説明している。美紀の入れ知恵で体操服は既に数年前に廃止されたブルマタイプを着用している。運動はあまり得意でない。彼女いわくある目的のために涼を手助けするためゲームの世界から現実世界へやってきたが、その目的は不明。
妹尾 美紀（せのお みき）
声 - 日向苺
誕生日：10月25日 血液型：B型
身長：162 cm 3サイズ：B86 W58 H85
趣味：ゲーム・マンガ 特技：兄からお小遣いをむしり取る
好き：イケメン 嫌い：軟弱な男
準メインヒロイン。主人公の親友である彰の妹であり、栞の親友である。栞の所属するバスケットボール部のマネージャーであり、栞を支えている。栞とはよく兄の不満を嘆きあう仲。イケメン好きなため、主人公に憧れている。兄である彰のことは毛嫌いしているが、お金が必要なときは兄に甘えてお小遣いをせびるという抜け目ない妹。
月吉 舞（つきよし まい）
好き：犬
病弱で生まれてからずっと病院暮らしだった少女。舞の病気が原因で、両親が離婚して父はどこかへ行ってしまった。兄妹にあこがれを抱いている。

### サブキャラクター
（出典:
）
妹尾 彰（せのお あきら）
声 - 各邑辛多狼
主人公の親友でクラスメート。主人公を上回る重度のシスコンで、主人公と同じく美少女ゲームの妹ヒロインのみを愛している。基本的に妹ヒロイン以外は攻略しない。現実の妹である美紀とは関係が冷えきっている。とあるゲームのバッドエンドで自身が攻略しようとした妹がゲーム中で金髪のサブキャラクターに寝取られ、それ以降いわゆる寝取られ系のゲームを敵視しており、そのゲームのブランドとライターの作品は絶対買わないと宣言している。なお、前述のゲームは即刻ディスクを破壊したらしい。前述の通り美紀と仲が悪いが、彼女のおねだりには弱く、また主人公同様に、自分以外の他人に美紀の悪口を言われると激怒したり、彼女に危険が迫ると阻止しようとするなど、なんだかんだ言っても妹想いな性格。また基本さばさばしており、自分の非は素直に認める。
古賀 剛（こが つよし）
声 - 三軒長介
主人公と同学年の生徒。バスケットボール部のエースである。理由は不明だが主人公と彰を敵対視しており、2人の妹たちも小馬鹿にしている。また女子のバスケットボール部や素人を見下す態度を取り、バスケットの腕以外の評判はかなり悪い。

## 用語
氷戸（ひど）
主人公たちが暮らす地方都市。駅名のアルファベット表記で読み方が判明。町か市かは不明。それほど大きな町ではなく、駅前にはコンビニやスーパーマーケットなど一通りの施設が揃っているが、駅前から少し歩けば閑静な住宅街が広がる。
土宇良
主人公たちの通う学園がある町。氷戸駅から四駅の場所にあり、電車で一時間ほどかかる。
土宇良学園
主人公たちが通う学園。公立か私立かは不明。毎年春にはクラス間の親睦を深める目的で球技大会を開催する。以前の女子の体操服はブルマタイプだったが、主人公の独白曰く「大人の事情で廃止になった」。隔週の週休2日制になっている。
妹の接吻（キス）は邂逅（であい）の味
主人公が購入した美少女ゲーム。タイトルに妹とあるにもかかわらず妹キャラクターが攻略出来ない。あまり人気は無く、主人公が購入したときにはワゴンセールで投げ売りされていた。本作のヒロインの麻衣は本来このゲームの妹ヒロイン。
うちの妹は総理
彰が購入した美少女ゲーム。バッドエンドにて前述の通り妹ヒロインがサブキャラクターに寝取られたため、彰の心に深い傷痕を残した。以降彼のトラウマになっている。

## スタッフ
（出典:）
- 原画 - 風見春樹、タコ焼き
- 企画・シナリオ - おるごぅる
- プロデュース - 宮蔵

## 主題歌
OPテーマ「your little sister」
歌 - 片霧烈火 / 作詞 - 中山♥マミ / 作曲・編曲 - 椎名俊介 / プロデュース - Angel Note
EDテーマ「Dear My Precious」
歌 - 片霧烈火 / 作詞 - 神代あみ / 作曲・編曲 - BAL / プロデュース - Angel Note